# عصام الجلبي
عصام عبد الرحيم الجلبي (1361- 1446 هـ / 24 أيار 1942- 8 شباط 2025 م) هو خبير نفطي ووزير نفط عراقي سابق. له كتاب "عصام الجلبي 50 عامًا في عالم النفط، سيرة وذكريات".

## ولادته وتحصيله
وُلد عصام عبد الرحيم الجلبي، بمحلَّة السفينة في الأعظمية ببغداد، يوم الأحد 9 جُمادى الأولى 1361هـ الموافق 24 مايو (أيَّار) 1942م.
تخرَّج في الدراسة الإعدادية سنة 1959 وكان الأولَ على خريجي ثانوية الأعظمية، والثالث على مدارس بغداد والرابع على عموم العراق. مُنح بعثة دراسية على نفقة وزارة النفط العراقية للدراسة في المملكة المتحدة، وتخرَّج مهندسًا، وحصل على شهادة (دكتوراه) في الهندسة الميكانيكية من جامعة لندن.

## عمله ومناصبه
كانت أول محطة له بعد عودته إلى العراق هي التدريس في كلية الهندسة في جامعة البصرة. ثم التحقَ بشركة نفط العراق، وتدرَّج في مجال اختصاصه حتى أضحى وكيلًا لوِزارة النفط ثم رئيسًا لشركة النفط الوطنية. وفي مارس (آذار) 1987، تسلَّم منصب وزير النفط في حِقبة الرئيس السابق صدام حسين، إلى أن أعفيَ من منصبه في 29 أكتوبر (تشرين الأول) 1990.
بعد مغادرته العمل الرسمي اهتم بالبحوث والدراسات الخاصَّة بالشأن النفطي، حتى أصبح واحدًا من المراجع المهمَّة في الشأن النفطي العراقي. انتقل إلى الأردن وافتتح مكتبًا هناك سنة 1992، ثم انتقل إلى لندن حيث تفرَّغ للعمل في مجال الاستشارات في مجال الطاقة، مع العناية بشؤون النفط والغاز في منطقة الشرق الأوسط.

## كتبه وآثاره
للجلبي الكثير من البحوث والإسهامات في المؤتمرات الدَّولية الخاصَّة بالنفط، وصدر له: 
- "50 عامًا في عالم النفط، سيرة وذكريات" المؤسسة العربية للدراسات والنشر ببيروت 2019، في 820 صفحة.[5]

## وفاته
توفي عصام الجلبي في مستشفى الخالدي بعمَّان، يوم السبت 9 شعبان 1446هـ الموافق 8 فبراير (شُباط) 2025م، عن عمر ناهز خمسًا وثمانين سنة هجرية.